# Le Distrait
Le Distrait és una comèdia en 5 actes i en vers, original de Jean-François Regnard, representada per primera vegada el 2 de desembre del 1697, al teatre del carrer de les Fossés Saint-Germain par la companyia de la Comédie Française. Anteriorment, s'havia representat al Castell de Berny.

## Personatges
- Léandre, distret
- Clarice, amant de Léandre
- Senyora Grognac, mare d'Isabelle
- Isabelle, filla de la Senyora Grognac
- El Cavaller, germà de Clarice i amant d'Isabelle
- Valère, oncle de Clarice i del Cavaller
- Lisette, serventa d'Isabelle.
- Carlin, criat de Léandre.
- Un lacai, criat de Léandre.

L'escena té lloc a París.